# Falsonerdanus
Falsonerdanus es un género de coleóptero de la familia Oedemeridae.

## Especies
Las especies de este género son:
- Falsonerdanus bocakorum
- Falsonerdanus kubani
- Falsonerdanus niisatoi
- Falsonerdanus sakaii
- Falsonerdanus svihlai